# Opuntia tomentosa
Opuntia tomentosa är en kaktusväxtart som beskrevs av Salm-dyck. Opuntia tomentosa ingår i släktet fikonkaktusar, och familjen kaktusväxter. Inga underarter finns listade i Catalogue of Life.

## Bildgalleri

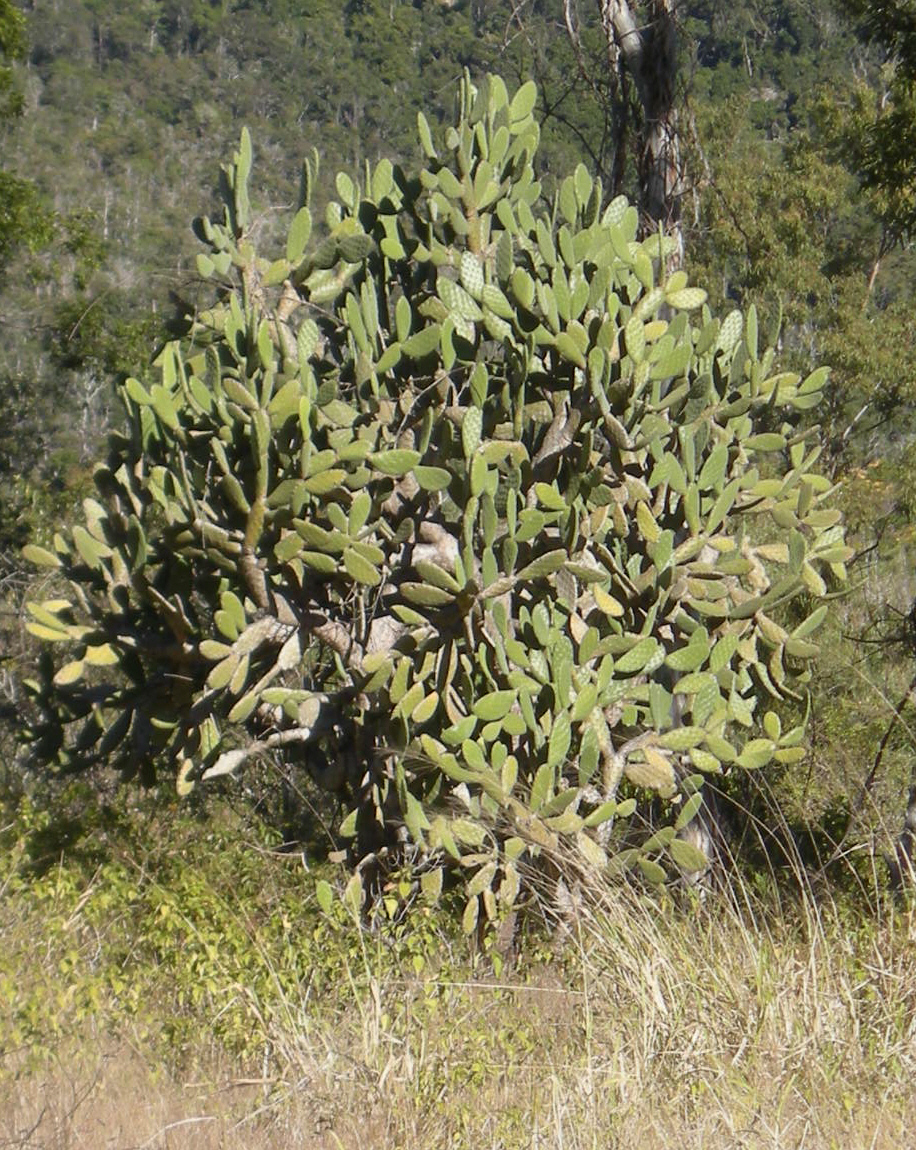
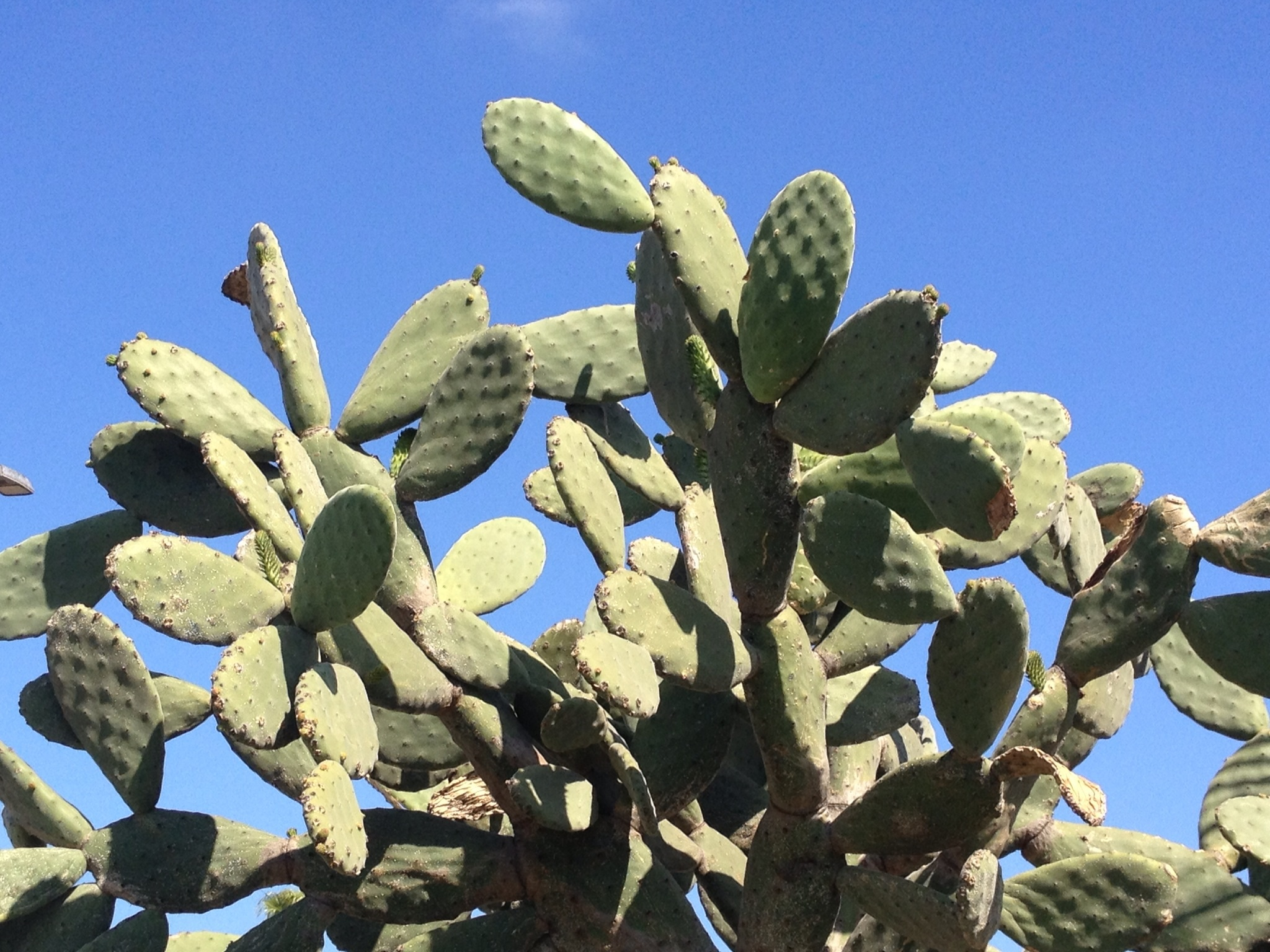
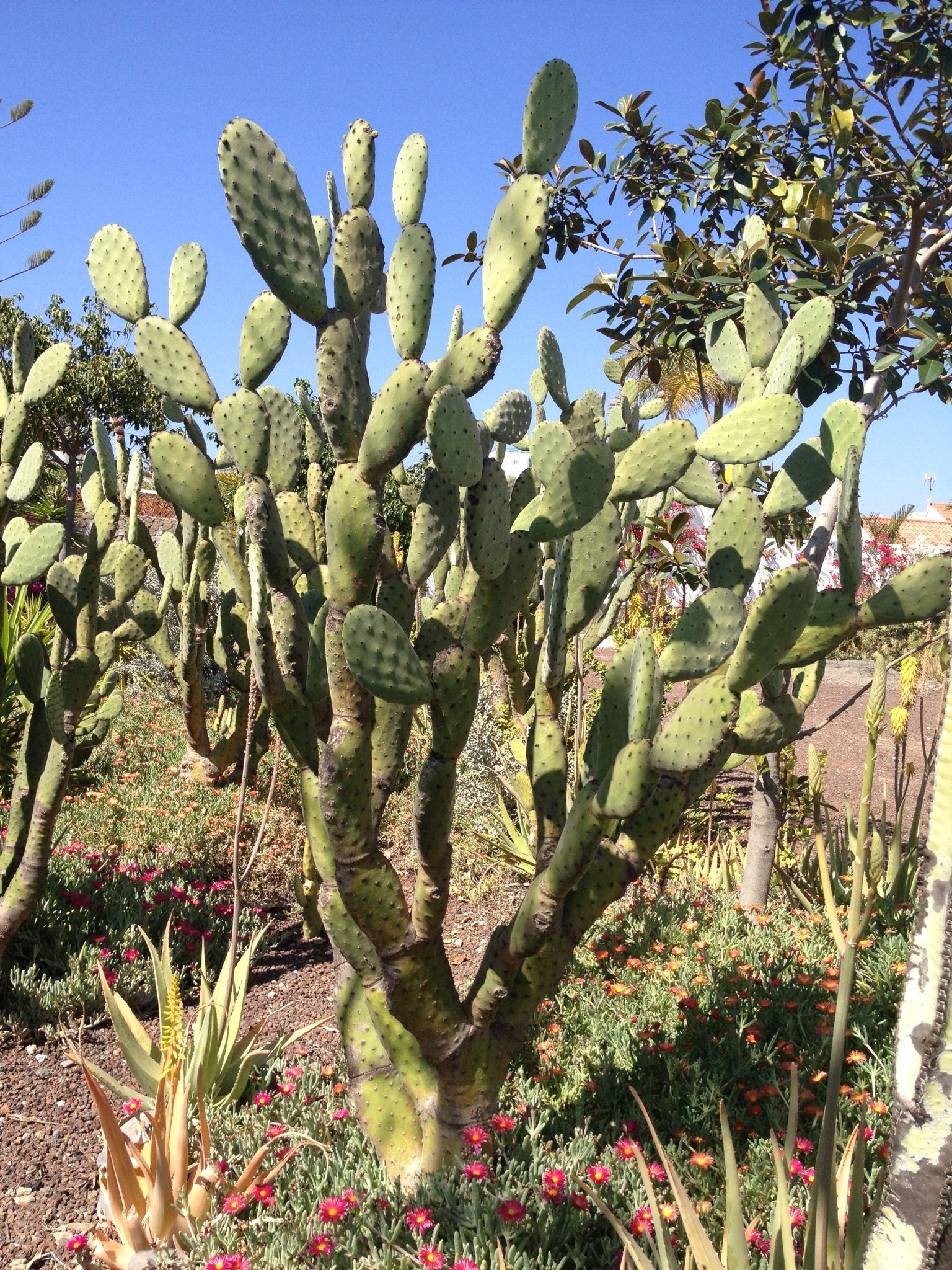
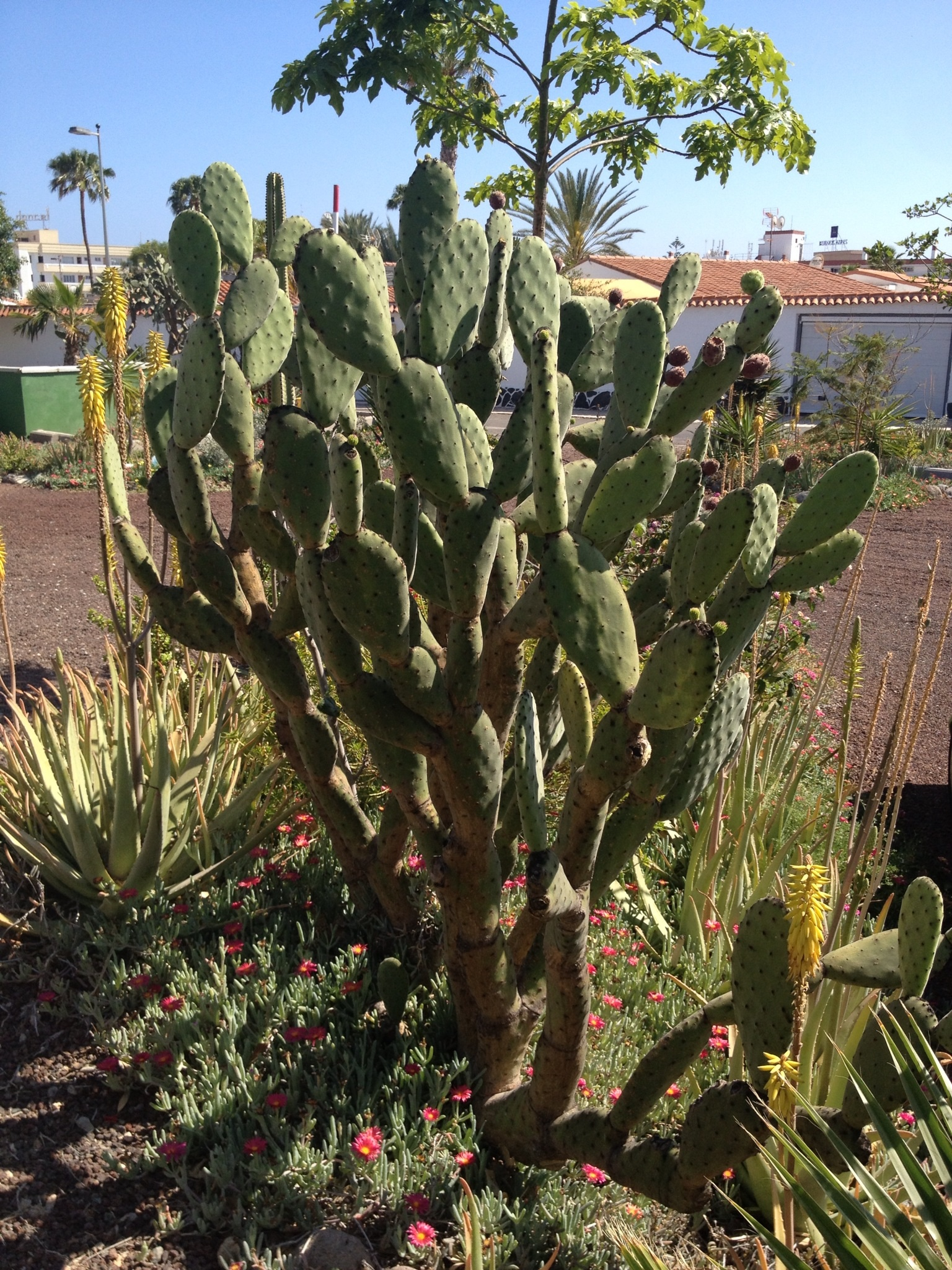
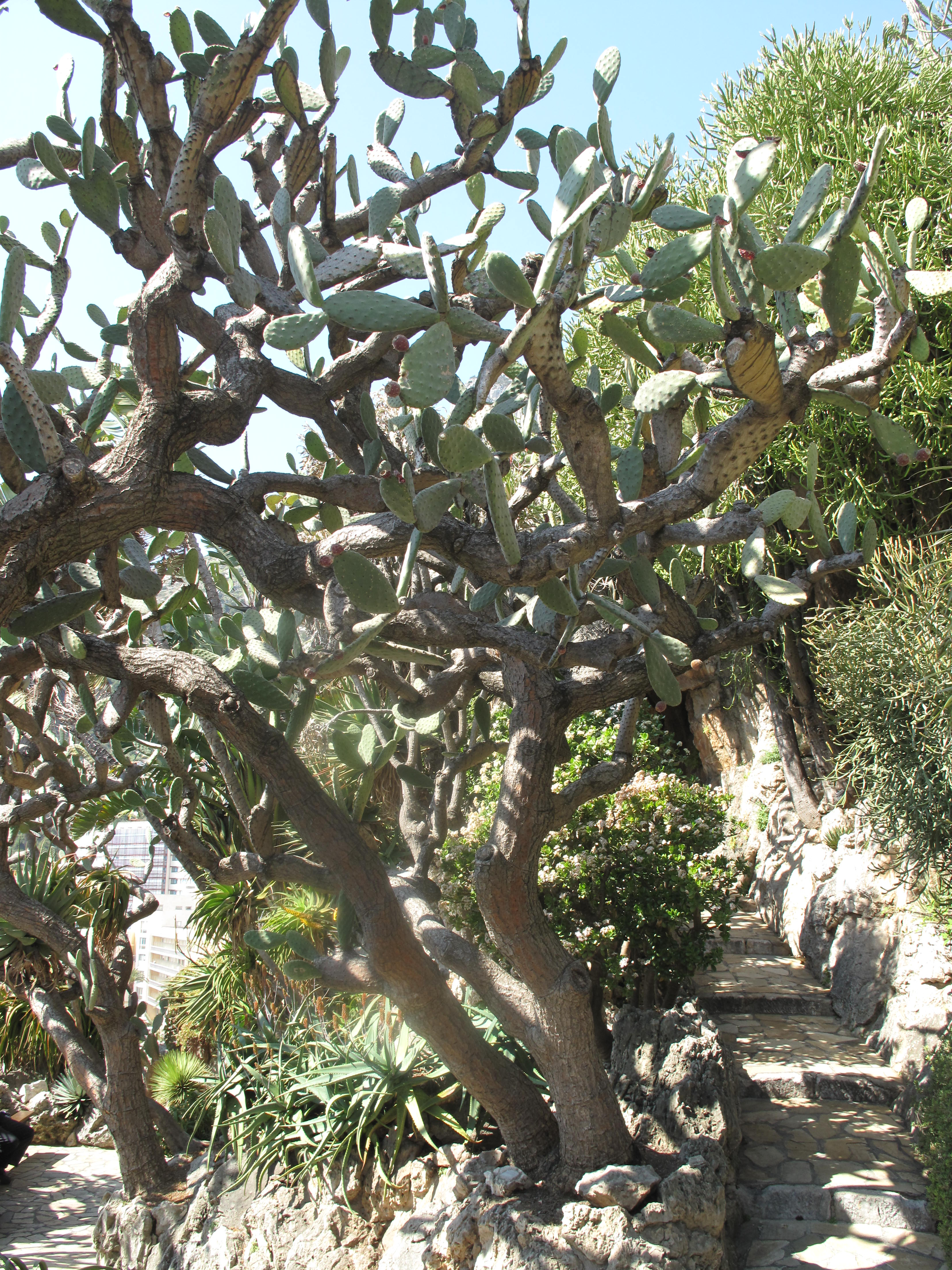
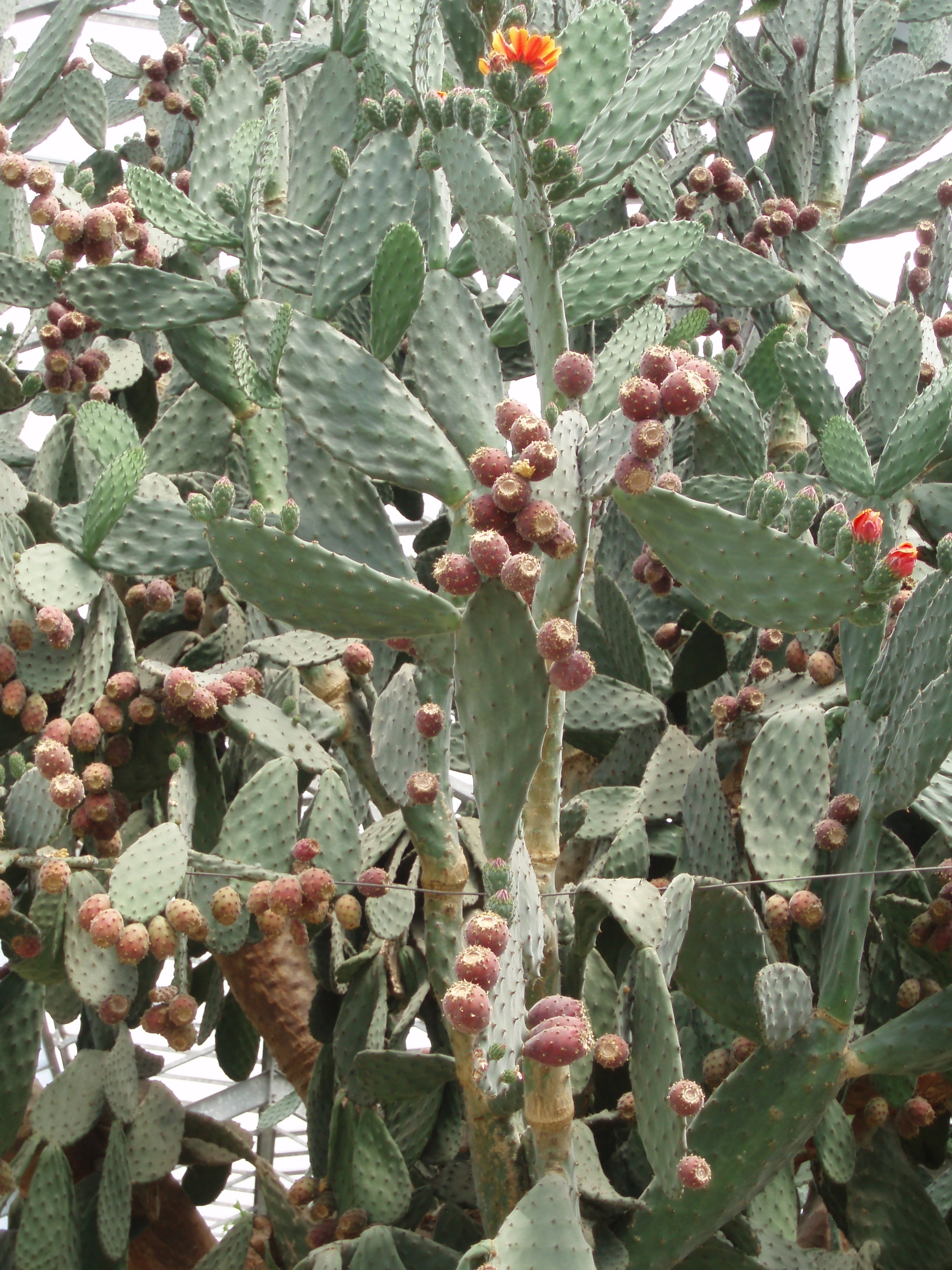